# Parafia św. Katarzyny w Bledzewie
Parafia św. Katarzyny w Bledzewie – parafia rzymskokatolicka, położona w dekanacie Rokitno, diecezji zielonogórsko-gorzowskiej, metropolii szczecińsko-kamieńskiej w Polsce, erygowana w 1640.